# Nyctelius paranensis
Nyctelius paranensis is een vlinder uit de familie van de dikkopjes (Hesperiidae). De wetenschappelijke naam van de soort is voor het eerst geldig gepubliceerd in 1902 door William Schaus.